# Fireside Poets
Fireside Poets (även kallade Schoolroom- eller Household Poets) var en grupp amerikanska 1800-talsförfattare från New England.

## Översikt
Henry Wadsworth Longfellow, William Cullen Bryant, John Greenleaf Whittier, James Russell Lowell och Oliver Wendell Holmes, Sr. brukar räknas till denna grupp som var den första amerikanska poeter som blev lika populära som de brittiska, såväl nationellt som internationellt. Deras dikter passade att memorera och recitera, antingen i skolan eller hemma eller i staden, där deras verk blev till underhållning för familjen runt brasan. Namnet "Fireside Poets" kom av detta. De skrev om vardagslivet, mytologi och amerikansk politik, i vilken flera av dem var engagerade. Fireside Poets riktade sig inte till andra poeter utan till vanliga familjer.
De flesta av Fireside Poets blev gamla. På Whittiers 70-årsdag 1877 anordnade utgivaren och senare redaktören för Atlantic Monthly, Henry Oscar Houghton en fest som en symbol för tidningens band till dessa författare. De flesta av dem var närvarande,  Lowell hade dock nyligen flyttat till Spanien. Mark Twain höll ett nu ökänt satiriskt tal efter middagen om poeterna som ohyfsade fyllon.
Longfellow, Lowell och Holmes förekommer i bästsäljaren Danteklubben av Matthew Pearl, från 2003.

## Galleri

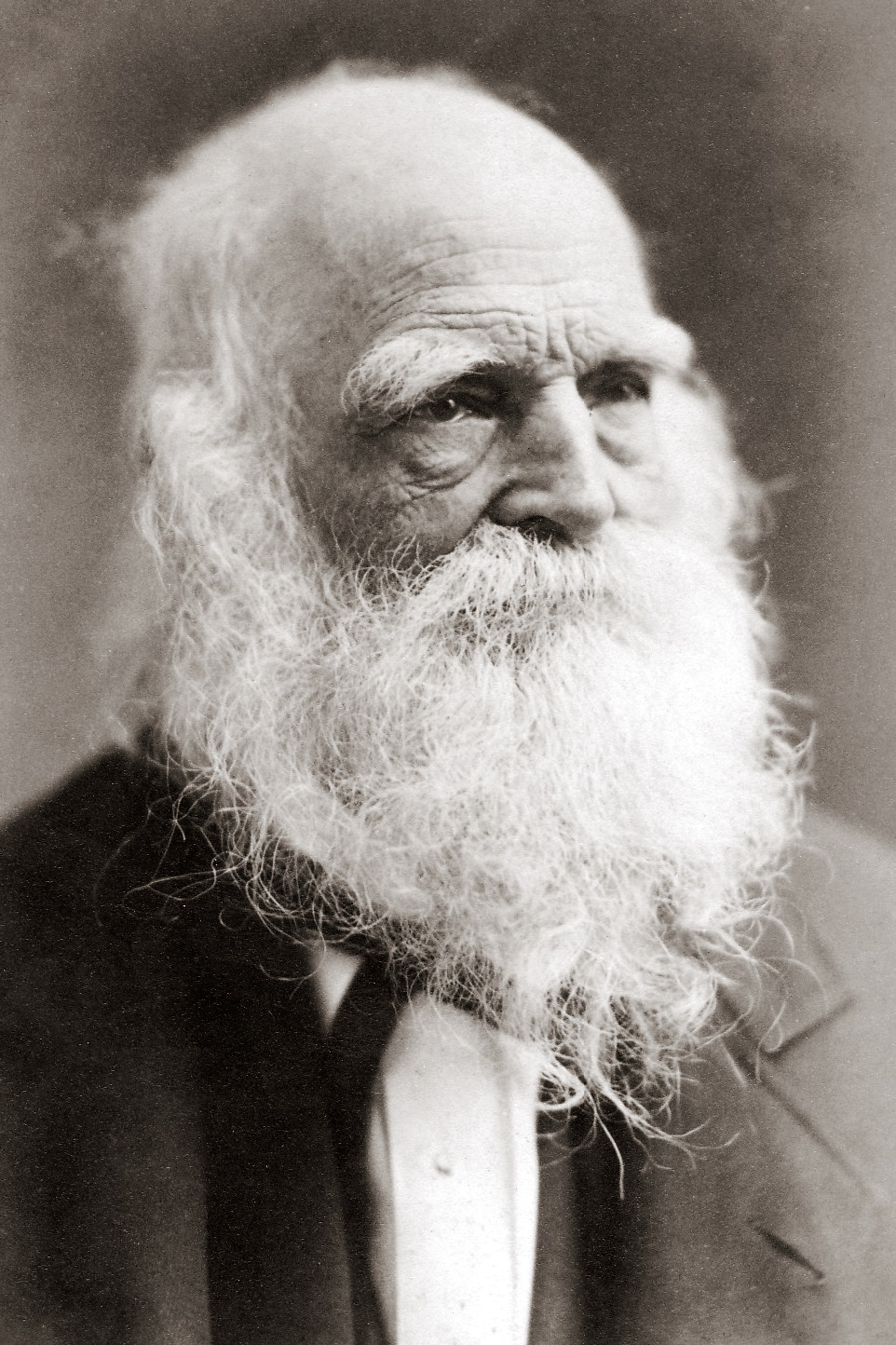
Bryant (1794-1878)
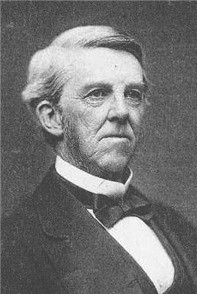
Holmes (1809-1894)
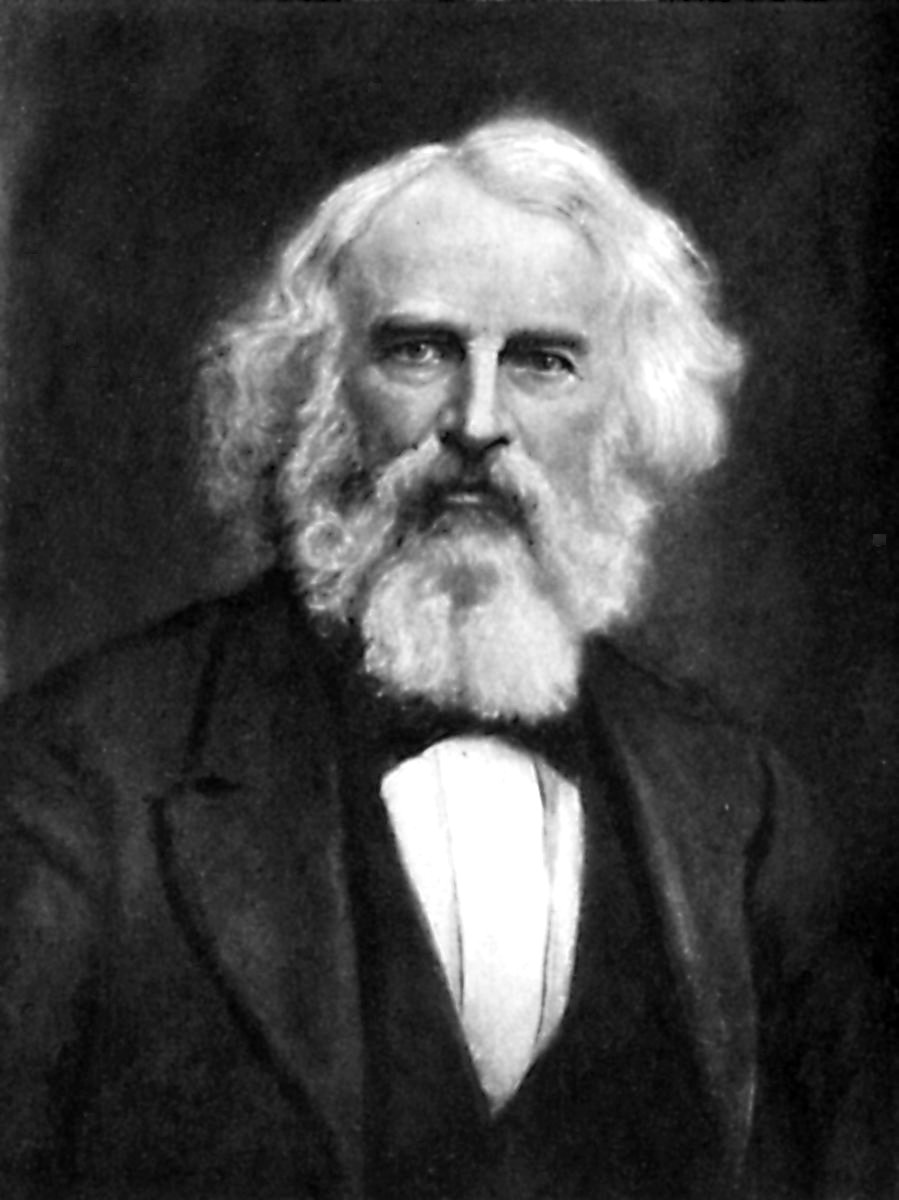
Longfellow (1807-1882)
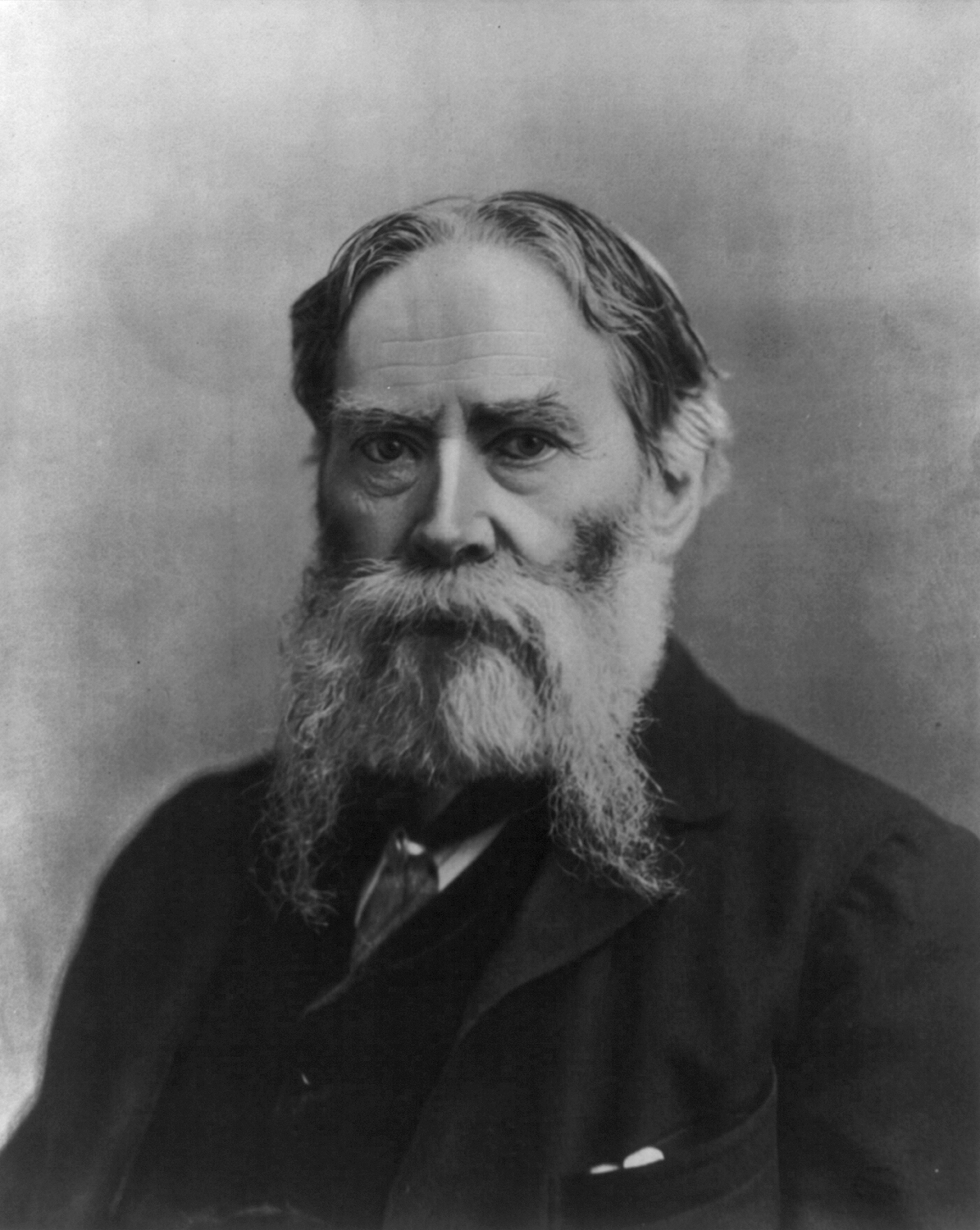
Lowell (1819-1891)
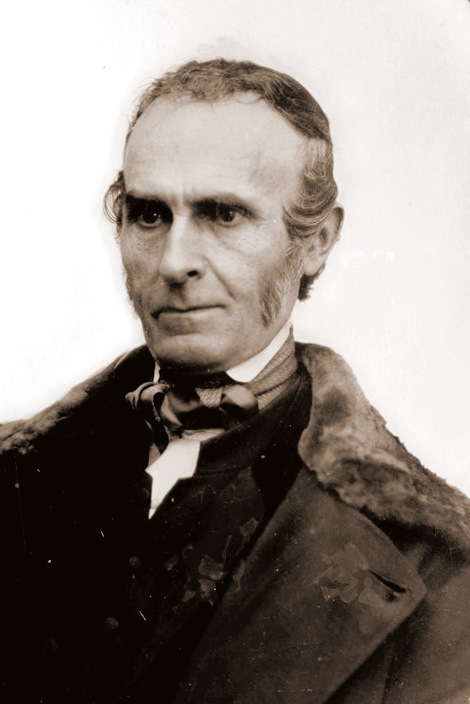
Whittier (1807-1892)